# Micrasema cenerentola
Micrasema cenerentola är en nattsländeart som beskrevs av Schmid 1952. Micrasema cenerentola ingår i släktet Micrasema och familjen bäcknattsländor. Inga underarter finns listade i Catalogue of Life.